# 大統一時代
大統一時代(Grand unification epoch)は、大統一理論で記述できていたと考えられる時代である。宇宙の進化において、プランク時代に続き、ビッグバンの約10-43秒後から始まった。この時、宇宙の温度は、大統一理論の特性温度に匹敵するほど高かった。大統一エネルギーが1015GeVであるとすれば、この温度は1027K以上に相当する。この期間、4つの基本相互作用のうちの3つ（電磁力、強い相互作用、弱い相互作用）が電核力に統一されていた。重力は、プランク時代の終わりに電核力から分離した。大統一時代の間、質量、電荷、フレーバーや色荷等の物理的性質は意味を持たなかった。
大統一時代は、ビッグバンの約10-36秒後に終わった。この時点で、いくつかの重要な出来事が起こった。強い相互作用はその他の基本相互作用から分離し、宇宙の温度はXボソンとYボソンが形成されうる閾値以下に低下し、残ったXボソンとYボソンは崩壊した。この崩壊過程の一部がバリオン数の保存を破り、物質と反物質の割合にわずかな差を生じさせた可能性がある（バリオン数生成を参照）。この相転移は、次のインフレーション時代における宇宙のインフレーションの引き金になったとも考えられている。